# واتارو إنوي
واتارو اينو (باليابانية: 井上亘؛ بالكانا: いのうえ わたる) هو مصارع محترف ياباني، ولد في 27 يوليو 1973 في كوتو في اليابان.

## روابط خارجية
- واتارو اينو على موقع CageMatch worker (الإنجليزية)